# Champaign (popgroep)
Champaign, niet te verwarren met de Nederlandse band Champagne, was een multiculturele popgroep uit de gelijknamige stad in Amerika die begin jaren 80 van de 20e eeuw korte tijd erg succesvol was.
Champaign bestond uit zeven leden (zes mannen, één vrouw) onder wie zanger Pauli Carman. In 1981 kwam hun debuutalbum How 'bout us uit. De gelijknamige single werd een grote hit in de Verenigde Staten en Europa en werd nummer 1 in Nederland. De single Try Again uit 1983 haalde in Amerika de 23e plaats. 
Pauli Carman bracht in 1986 en 1987 twee soloalbums uit en trad daarna op met nieuwe formaties van Champaign, zonder enig hitsucces weliswaar. In 2014 kwam het laatste album uit. 

## Discografie

### Albums
| Album met eventuele hitnotering(en) in de Nederlandse Album Top 100 | Datum van verschijnen | Datum van binnenkomst | Hoogste positie | Aantal weken | Opmerkingen |
| ------------------------------------------------------------------- | --------------------- | --------------------- | --------------- | ------------ | ----------- |
| How 'bout us                                                        | 1981                  | 25-04-1981            | 1(9wk)          | 22           |             |

### Singles
| Single met eventuele hitnotering(en) in de Nederlandse Top 40 | Datum van verschijnen | Datum van binnenkomst | Hoogste positie | Aantal weken | Opmerkingen           |
| ------------------------------------------------------------- | --------------------- | --------------------- | --------------- | ------------ | --------------------- |
| How 'bout us                                                  | 1981                  | 11-04-1981            | 1(8wk)          | 19           | Hit van het jaar 1981 |

### NPO Radio 2 Top 2000
| Nummer met noteringen in de NPO Radio 2 Top 2000 | '99  | '00  | '01  | '02  | '03  | '04  | '05  | '06  | '07  | '08  | '09 | '10  |
| ------------------------------------------------ | ---- | ---- | ---- | ---- | ---- | ---- | ---- | ---- | ---- | ---- | --- | ---- |
| How 'Bout Us                                     | 1131 | 1212 | 1594 | 1563 | 1450 | 1565 | 1610 | 1360 | 1658 | 1511 | -   | 1929 |

1. ↑  Een '-' betekent dat het nummer niet was genoteerd en een vetgedrukt getal geeft de hoogste notering aan.
2. ↑  Deze tabel is bijgewerkt tot en met de laatste editie (2024).